# Hidegség, Győr-Moson-Sopron
Hidegség (în croată Vedešin) este un sat în districtul Sopron, județul Győr-Moson-Sopron, Ungaria, având o populație de 347 de locuitori (2011).

## Demografie
Componența etnică a satului Hidegség
     Maghiari (75,51%)
     Croați (15,73%)
     Germani (7,19%)
     Necunoscut (1,57%)
     Alții (1,57%)
Componența confesională a satului Hidegség
     Romano-catolici (75,5%)
     Fără religie (9,22%)
     Reformați (1,44%)
     Luterani (1,44%)
     Necunoscută (12,39%)
Conform recensământului din 2011, satul Hidegség avea 347 de locuitori. Din punct de vedere etnic, majoritatea locuitorilor (75,51%) erau maghiari, existând și minorități de croați (15,73%) și germani (7,19%). Apartenența etnică nu este cunoscută în cazul a 1,57% din locuitori.  Din punct de vedere confesional, majoritatea locuitorilor (75,5%) erau romano-catolici, existând și minorități de persoane fără religie (9,22%), luterani (1,44%) și reformați (1,44%). Pentru 12,39% din locuitori nu este cunoscută apartenența confesională.